# جعبه پیتزا

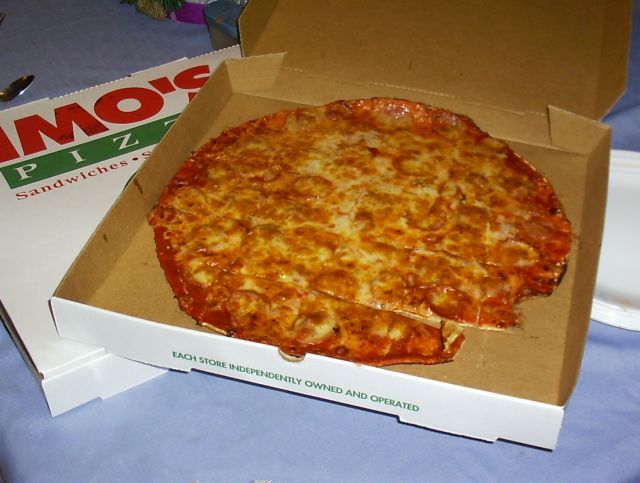
پیتزا در جعبه پیتزا

جعبه پیتزا یا بسته پیتزا یک جعبه بسته‌بندی تاشو ساخته شده از مقوا است که از آن برای نگه‌داری پیتزاهایی که قرار به بیرون حمل شوند، استفاده می‌شوند. جعبه پیتزا باید بسیار مقاوم، ارزان، قابل انباشته شدن، عایق حرارتی برای تنظیم رطوبت و مناسب برای حمل و نقل غذا باشد.

## روش‌های چاپ جعبه پیتزا[۱]
جعبه‌های بسته بندی پیتزا بخش مهمی از تجربه خرید پیتزا برای مشتری محسوب می‌شود و به همین دلیل رستوران‌ها و کافه‌ها از استراتژی‌های چاپ متعددی برای چاپ جعبه پیتزا استفاده می‌کنند.
جعبه‌های پیتزا از مقوا ساخته شده‌اند و دو روش متداول برای چاپ گرافیک روی آن‌ها وجود دارد:

### ۱. چاپ فلکسو:
یکی از پرکاربردترین و بهترین روش‌های چاپ جعبه پیتزا، چاپ فلکسو است که با استفاده از صفحات چاپی، طرح انتخابی شما را روی مقوای دوبلکس یا سطوح دیگر پیاده می‌کند.
چاپ فلکسو از رایج‌ترین روش‌های چاپ برای بسته‌بندی فست فود به شمار می‌آید که در بازار بسیار پرتقاضاست.
مزایا:
مقرون‌به‌صرفه
پرکاربرد
سریع
معایب:
عدم پشتیبانی از طرح‌ها و لوگوهای پیچیده
محدودیت در استفاده از چندین رنگ

### ۲. چاپ افست
بعد از چاپ فلکسو، چاپ افست بیشترین کاربرد را در تولید جعبه پیتزا دارد.
چاپ افست نسبت به چاپ فلکسو از کیفیت بهتری برخودار است و البته قیمت بالاتری هم دارد.
چاپ افست یا لیتوگرافی کاربرد گسترده‌ای دارد که یکی از آن‌ها تولید کارتن پیتزا است.
تصاویر و طرح‌های چاپ شده با افست از وضوح و کیفیت بالاتری برخوردارند، بنابراین اگر می‌خواهید از یک تصویر واقعی یا با جزییات بالا برای جعبه پیتزا استفاده کنید، بهتر با چاپ افست کار کنید.
چاپ روزنامه، کتاب، مجله، اسناد، مدارک و برخی از بسته‌بندی‌ها از دیگر کاربردهای چاپ افست هستند.
چاپ افست به دلیل دقت و پتانسیل ارائه رنگ‌های باکیفیت، برای نمایش برند و طرح‌های مختلف جعبه پیتزا بهترین انتخاب است.
مزایا:
چاپ طرح‌های دقیق و باکیفیت
امکان چاپ در سطوح مختلف
کاربرد گسترده
معایب:
گران‌تر بودن نسبت به چاپ فلکسو